# Ragibag
Ragibag (též Arigabag) (mongolsky Ражабаг, též Razibaγ, čínsky v českém přepisu A-su-ťi-pa, pchin-jinem Āsùjíbā, znaky 阿速吉八儿, 1320 – 14. listopadu 1328), byl od října 1328 krátce císařem říše Jüan a velikým chánem mongolské říše. Následníkem trůnu byl od roku 1324, po smrti jeho otce, císaře Jesün Temüra, v srpnu 1328 v Šang-tu ho v říjnu 1328 prohlásili za císaře Jesün Temürovi stoupenci v čele s císařovnou vdovou Babuchan a Dawlat Šáhem, stojícím v čele vlády.
V září 1328 vypukla vzpoura stoupenců jiné větve císařského rodu, Chajsanových synů. V listopadu 1328 oddíly vzbouřenců dobyly Šang-tu a zabily Ragibaga. Vládcem říše Jüan se stal Chajsanův syn Tug Temür.

## Život
Ragibag byl nejstarší syn Jesün Temüra, od roku 1323 velikého chána mongolské říše a císaře říše Jüan, a Babuchan ze vznešeného ongiratského rodu. Narodil se roku 1320, roku 1324 byl jmenován korunním princem.
V polovině srpna 1328 Jesün Temür náhle zemřel v Šang-tu, letním hlavním městě říše. Vládu nad říší převzala císařovna vdova Babuchan, jejím nejbližším spojencem byl Dawlat Šáh, který stál v čele ústředního sekretariátu. Přirozeným nástupcem zemřelého vládce byl Ragibag, jeho syn a korunní princ.
Nicméně Jesün Temürova smrt povzbudila ty skupiny mongolských elit, které byly nespokojeny s poměry za vlády zemřelého. Vlivné úřady totiž drželi v rukou vesměs Jesün Temürovi stoupenci, kteří s ním přišli z jeho rodného Mongolska, kde žil před nástupem na trůn. V září 1328 kipčacký generál El Temür zorganizoval převrat v Chánbalyku (Pekingu, druhém hlavním městě). V boji proti Buluchan a Ragibagovi se spojili jak věrní Chajsanovy rodiny, bývalí Šidebalovi stoupenci, kteří měli Jesün Temürově klice za zlé Šidebalovu vraždu, i různí nespokojenci. Cílem rebelů bylo dosazení Chajsanových synů na trůn. V říjnu 1328 přivítal ve městě mladšího Chajsanova syna Tugh Temüra, kterého prohlásil císařem. Týž měsíc se císařem stal i Ragibag.
Ve výhodě byli vzbouřenci, díky materiálním a lidským zdrojům většiny Číny, kterou ovládali z Chánbalyku. Loajalistům zůstalo Mongolsko, Mandžusko, Šen-si, S’-čchuan a Jün-nan.
Armáda loajalistů vyslaná ze Šang-tu překročila Velkou čínskou zeď a pokusila se zaútočit na Chánbalyk, ale byla poraženy El Temürovými oddíly. začátkem listopadu 1328 se Chasarův potomek Örüg Temür, který vládl ve východním Mongolsku, a Buka Temür přidali na stranu El Temüra a oblehli Šang-tu. Město bylo téměř nebráněné, protože většina ragibagovských vojsk držela frontu jižně na Velké zdi, a po krátkém obležení se vzdalo. Dawlat Šáh a mnozí přední představitelé loajalistů byli uvězněni a později popraveni; Ragibag sám byl zřejmě zavražděn, oficiálně „zmizel“. Stoupenci Jesün Temürovy strany kladli odpor ještě několik let, v Jün-nanu až do roku 1332.

## Jméno
Kvůli nedostatku pramenů, psaných navíc různými jazyky není Ragibagovo jméno známo s určitostí. Tibetské Rudé anály (Hu lān deb ther) ho uvádějí jako „Ra khyi phag“. Pozdější mongolské kroniky, jako Erdeni-jin tobči a Altan tobči ho píší Radzibaγ, nebo Raǰibaγ. Čínská Jüan-š' uvádí jeho jméno jako A-su-ťi-pa (čínsky pchin-jinem Āsùjíbā, znaky 阿速吉八儿), ale to je pravděpodobně chybně z A-la-ťi-ba (čínsky pchin-jinem Ālájíbā, znaky 阿剌吉八). Počáteční „a“ je čínský doplněk mongolských slov začínajících na „r“.